# Julián Lobera y Valtierra
Julian Lobera y Voltierra   né à Munébrega, Espagne, et mort en 1435, est un cardinal espagnol créé par l'antipape d'Avignon Benoît XIII.

## Biographie
Lobera y Voltierra étudie à l'université de Lérida. Il est notamment chanoine à Tarazona et à Calatayud et recteur de l'université de Lérida. L'évêque Fernando Pérez Calvillo le nomme vicaire général de Vich, lors de son transfert à  Tarazona. En 1404 Lobera est nommé administrateur de Tarazona. L'antipape Benoît XIII le charge de chercher des solutions pour clôturer le budget de sa trésorerie en positif. En 1411 il est nommé chanoine à Majorque et exerce les fonctions de camerlingue pour l'antipape.
Mgr Lobera est créé cardinal au consistoire du 22 mai 1423 par l'antipape Benoît XIII. Il participe au conclave de 1423, lors duquel il vote pour le pseudo-cardinal Domingo de Bonnefoi, mais c'est Clément VIII qui est élu. Lobera est emprisonné par celui-ci et se soumet après sa libération au légat du pape Martin V.